# Elaphoglossum moorei
Elaphoglossum moorei là một loài thực vật có mạch trong họ Lomariopsidaceae. Loài này được (E. Britton) H. Christ mô tả khoa học đầu tiên năm 1903.